# The Flash: Rebirth
The Flash: Rebirth (с англ. — «Флэш: Возрождение») — ограниченная серия комиксов из шести выпусков, выпущенная издательством DC Comics в 2009-2010-х годах под авторством Джеффа Джонса и Итана ван Скивера. В серии приняли участие почти все персонажи серии о Флэше за 70 лет издания. Это вторая работа команды Джонса и ван Скивера под общим названием «Возрождение», первая — серия Зелёный Фонарь: Возрождение, которая была выпущена в 2005 году. Изначально, планировалось выпустить пять выпусков The Flash: Rebirth, однако был продлён до шести выпусков в мае 2009 года.
Серия рассказывает о «возрождении» Флэша Серебряного века — Барри Аллена, после его появления на страницах серии Финальный Кризис в 2009 году. В 2008 году, на San Diego Comic-Con International, на вопрос о том, какие персонажи появятся в серии, Джефф Джонс ответил: «Все».

## Предпосылки
В выпуске Final Crisis: Rogues' Revenge #3, команда Разбойников с помощью Либры вернулись в мир живых. Перегруппировавшись в помещении подвала Музея Флэша, они дали возможность Барри Аллену вернуться в мир живых. Истории о Капитане Холоде закончились ограниченной серией, в которой также были намёки на возвращение Барри Аллена. Капитан Холод рассуждает о шансах возвращения Аллена, в последний выпуск заканчивается изображением Аллена в своём костюме Флэша с подписью: «Ждите в следующем году: „Флэш: Возрождение“».
Перед началом серии, художник Итан Ван Скивер переработал костюм Уолли Уэста для того, чтобы он был визуально различим с Барри Алленом, который появится на страницах серии, ведь их костюмы ранее были идентичны.
Был возрождён Барт Аллен — четвёртый Флэш (так же он был вторым, носившим имя Кид Флэш), Возрождён он был Брейниаком в 31 веке на страницах Final Crisis: Legion of 3 Worlds #3, для борьбы с Супербой-праймом и Легионом Суперзлодеев. Позже, Джонс подтвердил, что Барт вернётся из 31 века в прошлое и сыграет важную роль во The Flash: Rebirth.

## Сюжет
Во время событий Финального кризиса, Флэш Серебряного века — Барри Аллен, вернулся из мёртвых, после того, как считался погибшим после Кризиса на Бесконечных Землях. Аллен вернулся с целью противостоять Дарксайду, а тем временем, Чёрный Гонщик (Грим Рипер) следовал за Алленом по пятам. Вместе с племянником своей жены, Уолли Уэстом, который в то время стал новым Флэшем, Аллену удалось скрыться от Гонщика, но так как Барри по прежнему считается мёртвым, они оба знали, что он не остановится и не прекратит попытки его выследить. Аллен и Уэст придумали план, в котором намеревались использовать Чёрного Гонщика в качестве оружия против Дарксайда. Но их план частично провалился: во время нападения, Дарксайду удалось поглотить его, и, по-видимому, уничтожить.
Барри казалось, что он свободен и он снова воссоединился со своей женой Ирис. Серия начинается с таинственного убийства в Кейстоун-сити, которое происходит в криминалистической лаборатории, где работает Аллен. Двое учёных были убиты неизвестным, который использует чёрное копьё с наконечником в форме молнии. Используя своё копьё и несколько контейнеров с химикатами, он воссоздаёт условия, при которых Барри Аллен в первый раз получил силу Флэша, и после того, как он убегает от полиции при помощи супер-скорости, он думает о том, что каким-то образом ответственен за возвращение Барри Аллена.
Тем временем, Аллен пытается приспособиться к жизни в 21 веке, и встречается со своим другом Хэлом Джорданом, с которым они вспоминают о старых временах. Когда он возвращается домой, он узнаёт о произошедшем в его старой лаборатории от бывшего коллеги, который в восторге, что Барри жив. В то же время внук Барри, Барт, который вернулся из 31 века, недоволен тем, что Барри носит костюм Флэша и фактически заменил Уолли Уэста.
Позже, двое детей, живущих в старом доме Барри в штате Айова, находят в кукурузном поле останки Чёрного Флэша (который, как позже выяснится, не кто иной как Чёрный Гонщик). В то же время, Барри пытается выследить виновного в инциденте в лаборатории, и один из врагов Уолли, Савитар, был пойман Алленом, и когда тот его коснулся, каким-то образом случилась обратная связь от энергии Спид Форс Савитара, что превратило его в пыль, а все герои, которые подпитывали свою суперскорость от Спид Форс, почувствовали болезненный всплеск энергии. Сила Спид Форс настолько увеличивается, что особую суперскорость получают Джей Гаррик, Либерти Белл, Барт, Уолли и его дети Айрис и Джай.
Барри не знает о том, что произошло и вскоре встречается с Хэлом Джорданом чтобы обсудить смерть Савитара. Тем временем, Леди Флэш, приспешница Савитара, проводит ритуал, во время которого узнаёт о том, как умер её хозяин. Попытки связаться с другими последователями сопровождались несколькими всплесками энергии Спид Форс, которая унесла жизни почти всех последователей Савитара. Леди Флэш поклялась отомстить Барри Аллену за то, что он сделал.
Барри и Уолли отправляются в Фэллвилль, чтобы расследовать таинственные чёрные молнии и всплески энергии, где они находят труп Чёрного Флэша там же, где ранее его обнаружили дети. На месте, они подвергаются нападению Леди Флэш, но Барри убивает её так же, как убил Савитара. Из её тела высвобождается огромное количество энергии Спид Форс, которая проникает и в тело Барри, и в тело Уэста и в труп Чёрного Флэша, и из-за поглощения слишком большого количества энергии, Аллен превращается в нового Чёрного Флэша.

## Отзывы критиков
Первый выпуск The Flash: Rebirth #1 был полностью раскуплен в Diamond Comic Distributors за сутки с момента начала продаж, после чего 29 апреля было выпущено второе издание с другим вариантом обложки, а позже и третье и четвёртое, а второй выпуск был переиздан трижды.
Первый выпуск серии получил преимущественно положительные отзывы. Сайт Newsaramа в своей рецензии отметил, что Джонс особенно хорошо поработал над образом Барри Аллена, сделав его более интересным. «Джонс — главная движущая сила Флэша, такая же, какой он был и в Зелёном Фонаре. Он знает, как отличить Барри Аллена.» В отличие от Хэла Джордана и его безрассудного и харизматического неповинования, Аллен более приземлённый. Этот человек отказывается верить, что грань между добром и злом размыта, как алый и золотой цвет на его одежде. «Возможно, это может стать темой, которая впоследствии станет резонансом серии, как тема преодоления страха в Зелёном Фонаре.»
Однако, несмотря на положительные отзывы экспертов, серия подверглась критике со стороны поклонников комиксов. По мнению некоторых, возвращение Барри Аллена угрожает текущему Флэшу — Уолли Уэсту, который не хочет быть заменён старшим Флэшем. Другое популярное мнение среди фанатов — то, что возвращение Барри Аллена уменьшает (если не отрицает вовсе) значимость его смерти во время Кризиса на Бесконечных Землях, ссылаясь на слова Профессора Зума, который говорит, что происходящие события имеют цель «перевести героя современного времени в мученика».
Отрицательно отзывались и о задержках в выходе номеров серии. В то время как выпуски #1,2 и 3 вышли во время с заявленным интервалом в 1 месяц, выпуск #4 был задержан почти на 1,5 месяца и вышел спустя 2,5 месяца после #3. Подобная задержка случилась и в выпуском #5, который вышел в ноябре. Выход последнего, шестого выпуска изначально планировался на декабрь, позже был перенесён на конец января, а впоследствии была объявлена дата 24 марта. В итоге, дату перенесли на месяц вперёд и выпуск #6 был выпущен 24 февраля.